# Herman Schiller
Herman Schiller (Buenos Aires, 1937) és un periodista, polític i militant de drets humans argentí.

## Biografia
Persona compromesa amb la seva pertinença al poble jueu i militant socialista, Schiller fundà el 1977 el setmanari "Nueva Presencia" que va nàixer com a suplement en castellà dins el periòdic Di Presse, l'última publicació del seu tipus en jiddisch.
Nueva Presencia, amb el periòdic en llengua anglesa Buenos Aires Herald, van ser els únics diaris que van denunciar les violacions als drets humans comesos per la dictadura militar autoanomenada Procés de Reorganització Nacional. Des dels inicis del Proceso, Schiller va tindre contacte amb les Mares de Plaça de Maig, donant suport les seves activitats des de la seva publicació.
El 1982 Schiller y el rabí estatunidenc Marshall Meyer van fundar el Movimiento Judío por los Derechos Humanos.

## Llibres
- Schiller, Herman. Momentos de luchas populares.  Buenos Aires: Ediciones del Instituto Movilizador de Fondos Cooperativos, 2005. ISBN 9508601779.